# Rachel Barrett

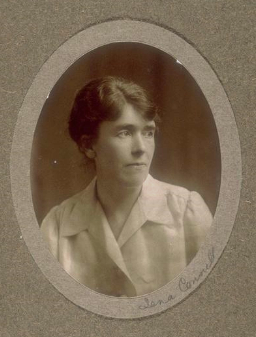
Rachel Barrett, um 1910

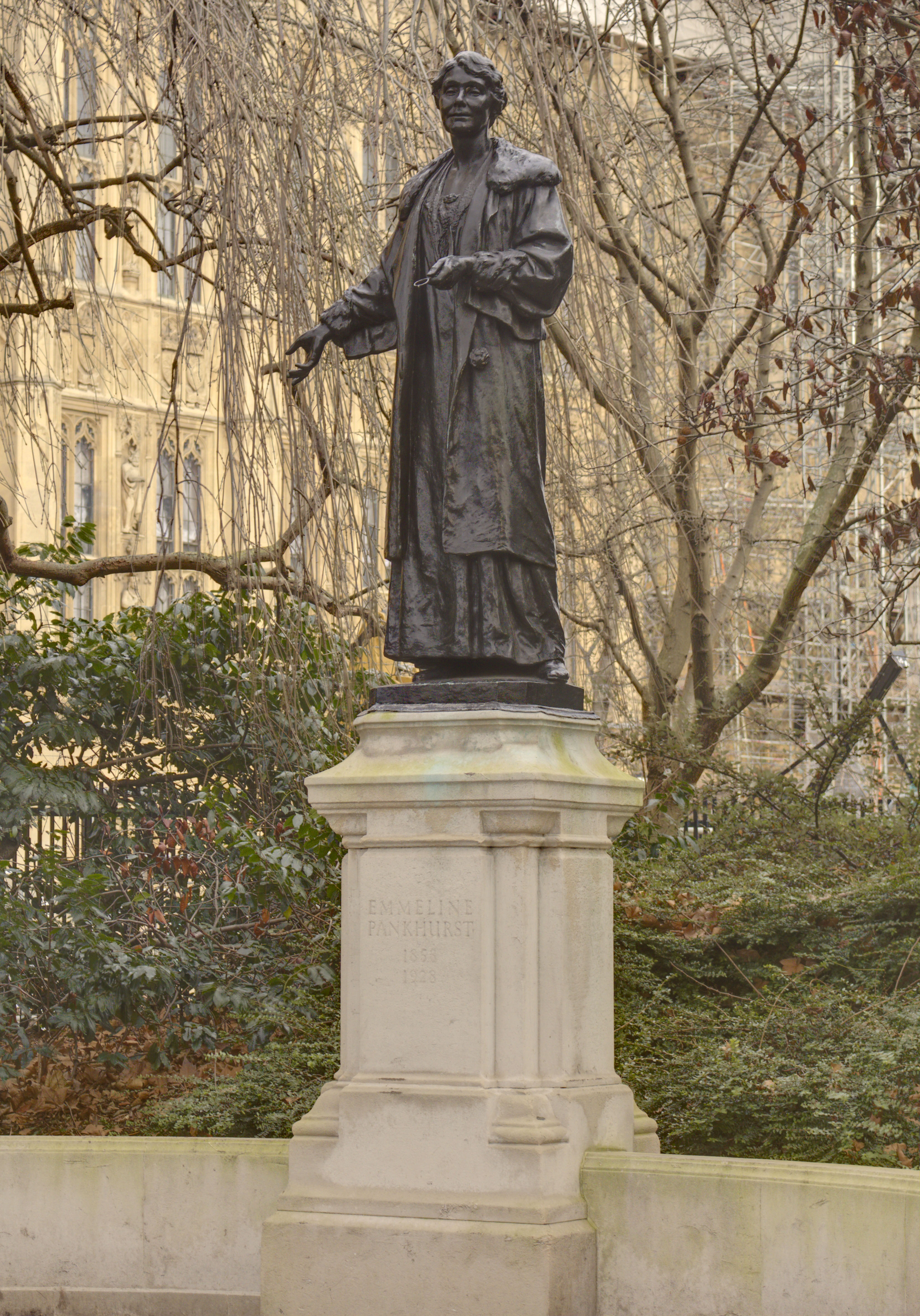
Statue von Emmeline Pankhurst in den Victoria Tower Gardens, Westminster

Rachel Barrett (* 12. November 1874 in Carmarthen, Carmarthenshire; † 26. August 1953 in Faygate, Horsham District, West Sussex) war eine walisisch-britische Suffragette und Zeitungsherausgeberin. Nach ihrer Ausbildung am University College of Wales in Aberystwyth wurde sie zunächst Lehrerin für Naturwissenschaften. Sie trat der Women’s Social and Political Union (WSPU) bei und zog nach London. Nachdem Christabel Pankhurst nach Paris geflohen war, wurde Barrett Mitorganisatorin der nationalen WSPU-Kampagne. Obwohl sie keine journalistische Ausbildung hatte, übernahm sie 1912 die Leitung der neuen Zeitung The Suffragette.

## Leben
Barrett wurde als Tochter von Rees Barrett, einem Land- und Straßenvermesser, und seiner zweiten Frau Anne Jones geboren, die beide Walisisch sprachen. Sie wuchs in der Stadt Llandeilo mit ihrem älteren Bruder Rees und ihrer jüngeren Schwester Janette auf. Bei der Volkszählung von 1881 war ihre Mutter Anne die einzige Erwachsene, die an ihrer Adresse in der Alan Road lebte, da ihr Vater 1878 gestorben war. Barrett besuchte zusammen mit ihrer Schwester ein Internat in Stroud und erhielt ein Stipendium für das University College of Wales in Aberystwyth. 1904 schloss sie ihr Studium mit einem externen Londoner Bachelor-Abschluss ab und wurde Lehrerin für Naturwissenschaften. Sie unterrichtete in Llangefni, Carmarthen und Penarth.
Ende 1906 nahm Barrett an einer Frauenwahlrechtskundgebung in Cardiff teil und wurde durch eine Rede von Nellie Martel dazu inspiriert, am Ende der Versammlung der Women’s Social and Political Union (WSPU) beizutreten. Sie hatte das Gefühl, „dass sie [die Suffragetten] das Richtige und einzig Mögliche taten“, und dass sie selbst „schon immer eine Suffragistin gewesen“ wäre. Im folgenden Jahr war Barrett als WSPU-Aktivistin aktiv und half bei der Organisation von Adela Pankhursts Versammlungen in Cardiff und Barry im selben Jahr, wobei sie als eine der Rednerinnen die Bühne mit ihr teilte. Barrett sprach bei vielen Versammlungen im Namen der WSPU, oft in walisischer Sprache, was mit ihrer Rolle als Lehrerin in Konflikt geriet, da ihre Schulleiterin die Publicity missbilligte, vor allem nachdem die Nachricht, dass Barrett bei einer Kundgebung in den Cardiff Docks zusammen mit Adela Pankhurst mit einer Mehlbombe beworfen worden war, in die Lokalpresse gelangte.
Im Juli 1907 kündigte Barrett ihre Stelle als Lehrerin und schrieb sich an der London School of Economics in der Nähe des WSPU-Hauptquartiers in Clement’s Inn ein, um Ökonomie und Soziologie zu studieren und auf ihren Doktortitel hinzuarbeiten. Im August dieses Jahres engagierte sie sich stark für die WSPU und führte zusammen mit Gladice Keevil, Nellie Martel, Emmeline Pankhurst, Aeta Lamb und Elsa Gye einen Wahlkampf bei den Nachwahlen in Bury St. Edmunds. Sie betreute die amerikanische Studentin Alice Paul, und beide verkauften Exemplare von Votes for Women.
Barrett war zusammen mit Adela Pankhurst in Bradford aktiv. Nach Beendigung ihrer Wahlkampftätigkeit konnte Barrett die LSE besuchen, was sich als nützlich erwies, um an WSPU-Aktivitäten im nahegelegenen Clement's Inn teilzunehmen. Während der Weihnachtszeit war Barrett erneut mit Pankhurst, Martel, Lamb und Nellie Crocker im liberalen Wahlkreis Newton Abbot in Mid Devon und das nächste Mal im Vorfeld der Nachwahlen in Ashburton mit Kampagnen für die WSPU beschäftigt.,
Kurz darauf wurde sie von Christabel Pankhurst gebeten, hauptamtliche Organisatorin der WSPU zu werden, ein Angebot, für das sie ihr Studium an der LSE aufgeben musste. Barrett bedauerte, ihr Studium aufgegeben zu haben, nahm die Stelle aber mit den Worten an: „Es war ein eindeutiger Ruf, und ich habe gehorcht.“ 1908 organisierte Barrett zunächst eine Kampagne in Nottingham und arbeitete dann an den Nachwahlen in den Wahlkreisen Dewsbury und Dundee, wo Barrett die schottischen Frauenrechtlerinnen Helen Fraser und Elsa Gye sowie Mary Gawthorpe unterstützte. Im Juni desselben Jahres war sie Moderation einer der Rednerinnenbühnen bei der Kundgebung im Hyde Park.
Die Arbeit forderte ihren gesundheitlichen Tribut, und kurz darauf war sie gezwungen, vorübergehend von ihrem Amt zurückzutreten, um sich zu erholen, was auch einen Aufenthalt in einem Sanatorium einschloss. Nach ihrer Genesung zog sie in die Nähe ihrer Heimat und arbeitete ehrenamtlich für Annie Kenney in Bristol. Bald darauf erklärte sie sich bereit, ihre Rolle als bezahlte Organisatorin für die WSPU wieder aufzunehmen, und wurde nach Newport im Südosten von Wales geschickt, um ihre Aufgaben fortzusetzen.
1910 wurde Barrett auserwählt, eine Gruppe von Frauen anzuführen, die mit dem Schatzkanzler David Lloyd George über die Rolle der Liberal Party bei der Unterstützung der ersten Conciliation Bill sprechen sollten. Das Treffen dauerte zweieinhalb Stunden, aber am Ende war Barrett davon überzeugt, dass Lloyd George bei seiner Unterstützung eines gleichen Wahlrechts unaufrichtig gewesen war. Am Ende des Jahres wurde sie mit der Organisation aller WSPU-Aktivitäten in Wales betraut und in die Landesgeschäftsstelle in Cardiff versetzt. Der Historiker Ryland Wallace urteilte 2009: „Keine Person hat sich mehr für die Kampagne in Wales eingesetzt als Rachel Barrett.“
Annie Kenney sah in Barrett „an exceptionally clever and highly educated woman, she was a devoted worker and had tremendous admiration for Christabel.“ Folglich wählte sie Barrett aus, um ihr nach der Razzia der Polizei im Clement’s Inn und der anschließenden Flucht von Christabel Pankhurst nach Paris bei der Leitung der nationalen Kampagne der WPSU anstelle von Pankhurst zu helfen.
Barrett zog zurück nach London und wurde innerhalb weniger Monate zur stellvertretenden Redakteurin der WSPU-Zeitung The Suffragette ernannt, die ab Oktober 1912 herausgegeben wurde. In ihrer Autobiografie beschrieb Barrett die Arbeit als Redakteurin als „eine entsetzliche Aufgabe, da ich nichts von Journalismus verstand“, und nahm damit auch die Risiken auf sich, die mit der zunehmend militanten WSPU verbunden waren. Sie reiste heimlich nach Paris, um sich mit Christabel Pankhurst zu treffen, und als sie mit ihr telefonierte, erinnerte sie sich daran, dass sie „immer das Klicken von Scotland Yard hören konnte“. In den folgenden zwei Jahren war Barrett eine Schlüsselfigur, die dafür sorgte, dass die Zeitung trotz der Bemühungen des Innenministers, sie zu unterdrücken, weiterhin gedruckt wurde.
Im April 1913 wurden die Büros von The Suffragette von der Polizei durchsucht und Barrett, Beatrice Sanders, Agnes Caroline Lake, Harriet Kerr und Flora McKinnon Drummond wegen „Verschwörung zur Sachbeschädigung“ verhaftet. Barrett wurde zu neun Monaten Haft im Holloway Prison verurteilt. Sie trat sofort in den Hungerstreik, wurde ins Canterbury Prison verlegt und nach fünf Tagen unter dem sogenannten Cat and Mouse Act temporär freigelassen. Sie zog in das Mouse Castle genannte Haus, das Georgina und Marie Brackenbury mit ihrer Mutter bewohnten. Nach drei Wochen dort tauchte Barrett wieder auf und wurde erneut verhaftet. Sie trat erneut in den Hungerstreik und wurde nach vier Tagen wieder ins Mouse Castle entlassen. Diesmal wurde sie verkleidet aus dem Haus geschmuggelt, um bei Versammlungen sprechen zu können, bevor sie ein zweites Mal wieder verhaftet wurde. Wieder entlassen betreute ihre Freundin I. A. R. Wylie sie in St. John's Wood in einer Mouse Hole genannten Zufluchtsstätte. Nach der nächsten Entlassung nach einem Hungerstreik gelang es ihr, den Behörden zu entkommen und in ein Pflegeheim in Edinburgh zu fliehen, wo sie bis Dezember 1913 blieb. Nachdem sie Schottland verlassen hatte, kehrte sie heimlich nach London zurück; sie versteckte sich im Lincoln's Inn House, wo sie in einem Zimmer mit Schlafsofa lebte und nur auf dem Dach an die frische Luft kam.
Barrett gab weiterhin The Suffragette heraus, reiste jedoch nach Paris, um mit Christabel Pankhurst über die Zukunft der Zeitung zu sprechen, nachdem im Mai 1914 eine Razzia in den Büros der Zeitung durchgeführt worden war. Das Ergebnis ihres Treffens war die Verlegung von The Suffragette nach Edinburgh, wo die Drucker weniger Gefahr liefen, verhaftet zu werden. Barrett zog mit I. A. R. Wylie nach Edinburgh und nahm das Pseudonym „Miss Ashworth“ an. Barrett gab die Zeitung bis zu ihrer letzten Ausgabe in der Woche nach der Ausrufung des Ersten Weltkriegs weiter heraus. Während des Krieges war Barrett eine entschiedene Befürworterin der Kriegsanstrengungen und befürwortet auch das Stillhalteabkommen gegen Amnestie der WSPU mit der Regierung. Sie beteiligte sich am WSPU Victory Fund, der 1916 ins Leben gerufen wurde, um Kampagnen gegen einen „Kompromissfrieden“ und Industriestreiks zu finanzieren.
Nach der Verabschiedung des Representation of the People Act 1918, mit dem ein Teil der Frauen im Vereinigten Königreich erstmals das Wahlrecht erhielten, setzte Barrett den Kampf für die vollständige Gleichstellung fort. Als 1928 das volle Wahlrecht errungen wurde, half sie bei der Beschaffung von Mitteln für Gedenkfeiern und war eine wichtige Figur bei der Beschaffung des Geldes, das für die Errichtung einer Statue von Emmeline Pankhurst in den Victoria Tower Gardens in der Nähe des Palace of Westminster in London benötigt wurde. Barrett verstand die internationalen Verbindungen des Wahlrechts und nahm Kontakt zu wichtigen kanadischen und amerikanischen Aktivistinnen auf, um sie finanziell zu unterstützen. In Barretts Nachruf im Women’s Bulletin hieß es, dass die Aufstellung der Statue „ein dauerhaftes Denkmal für Rachels Organisationsfähigkeit“ sei. 1929 wurde Barrett zur Sekretärin des Equal Political Rights Campaign Committee ernannt, einer Organisation, die sich für die Gleichstellung von Männern und Frauen in allen politischen Bereichen einsetzte.
Während ihrer Zeit als Redakteurin von The Suffragette entwickelte Barrett eine persönliche Beziehung zu der australischen Autorin I. A. R. Wylie, die 1913 für die Zeitung schrieb. 1919 reisten Barrett und Wylie in die Vereinigten Staaten, wo sie ein Auto kauften und über ein Jahr lang durch das Land reisten. Sie hielten sich in New York City und San Francisco auf und wurden in der Volkszählung von 1920 als Bewohner von Carmel-by-the-Sea in Kalifornien erfasst, wo Wylie als Haushaltsvorstand und Barrett als ihre Freundin geführt wurde. Die beiden Frauen standen sich noch einige Zeit nahe und unterstützten 1928 ihre engen Freundinnen Una Troubridge und Radclyffe Hall während des Prozesses zu The Well of Loneliness. Als Barrett starb, hinterließ sie Wylie den Rest ihres Vermögens.
In ihrem späteren Leben schloss sich Barrett zusammen mit Edith How-Martyn der Suffragette Fellowship an und stand Kitty Marshall, die in der Nähe wohnte, besonders nahe. In den späten 1940er Jahren versuchte sie, eine Biografie über Marshall zu veröffentlichen, die jedoch nicht zur Veröffentlichung angenommen wurde. Barrett zog in den frühen 1930er Jahren ins Lamb Cottage in Sible Hedingham, Essex, und trat 1934 dem Sible Hedingham Women's Institute bei, dem sie bis 1948 angehörte.
Barrett starb im Alter von 78 Jahren im Carylls Nursing Home in Faygate, West Sussex, an einer Hirnblutung. Das Lamb Cottage hinterließ sie ihrer Nichte Gwyneth Anderson, die dort mit ihrem Mann, dem britischen Dichter John Redwood Anderson, lebte.